# Agrilus putillus
Agrilus putillus é uma espécie de escaravelho perfurador de madeira metálico da família Buprestidae. É conhecida a sua existência em Canadá,América do Norte.

## Subespecie
Estes dois subespecies pertencem à espécie Agrilus putillus:
- Agrilus putillus parputillus Knull, 1960
- Agrilus putillus putillus Diz, 1833